# Diez tribus perdidas
Las Diez Tribus Perdidas fueron diez de las doce tribus del antiguo Israel, que se dice fueron deportadas del Reino de Israel después de la conquista por el Imperio Neo-Asirio, cerca del año 722 a. C. Muchos grupos étnicos se han proclamado descendientes de estas «tribus perdidas», y algunas religiones adoptan la idea mesiánica de que las tribus regresarán. 
Un mapa que representa el desplazamiento de los habitantes del Reino de Israel por los asirios tras el Cautiverio de Asiria
La tradición de «las tribus perdidas» apareció en la era post-bíblica y un número considerable de textos apócrifos se han elaborado subsecuentemente sobre el tema. En el siglo VII y VIII, el retorno de las tribus perdidas se asoció con el concepto del regreso del Mesías.
La historia escrita está en desacuerdo con las leyendas elaboradas en los textos apócrifos. El historiador Tudor Parfitt ha declarado que: «las Tribus Perdidas son, de hecho, nada más que un mito» y escribe «este mito es una característica vital del discurso colonial a lo largo del periodo de los imperios Europeos de ultramar, desde inicios del siglo XV hasta la segunda mitad del XX». Zvi Ben-Dor Benite afirma que: «La fascinación con las tribus ha generado, junto con estudios académicos ostensiblemente no ficticios, una cantidad masiva de literatura de ficción e historias fantásticas». El antropólogo Salva Weil ha documentado que varias y diversas tribus y personas reclaman afiliación a las Tribus Perdidas a lo largo del mundo.
Algunos estudios de ADN han refutado cualquier conexión entre judíos étnicos modernos y la mayoría de los grupos étnicos, discutidos abajo, que afirman ser parte de las Tribus Perdidas. Por ejemplo, un estudio publicado recientemente sobre los orígenes genéticos de los japoneses no sustenta la idea de alguna relación genealógica.

## Las Doce Tribus
Con base en las escrituras, la idea de las "Diez Tribus" se encuentra en 2.º de Reyes 17:6: "En el año nueve de Oseas, el rey de Asiria tomó Samaria, y llevó a Israel cautivo a Asiria, y los puso en Halah, en Habor junto al río Gozán, y en las ciudades de los medos." De acuerdo con el Tanaj, Jacob (que fue después nombrado Israel; Génesis 35:10) tuvo doce hijos (Rubén, Simeón, Leví, Judá, Isacar y Zabulón; Dan y Neftalí; Gad y Aser; José y Benjamín), y al menos una hija (Dina) con dos esposas y dos concubinas. Los doce hijos fueron los padres/líderes de las doce Tribus de Israel:
- Tribu de Rubén;
- Tribu de Simeón;
- Tribu de Leví;
- Tribu de Judá;
- Tribu de Isacar;
- Tribu de Zabulón;
- Tribu de Dan;
- Tribu de Neftalí;
- Tribu de Gad;
- Tribu de Aser;
- Tribu de José (Tribu de Efraín y Tribu de Manasés);
- Tribu de Benjamín.

- Cuando la tierra de Israel fue repartida entre las tribus en los días de Josué, la Tribu de Levi, siendo escogida para servir como el clero de Israel, no recibió tierra (Josué 13:33, Josué 14:3). Sin embargo, a la tribu de Levi le fueron dadas varias ciudades. Seis de esas ciudades eran empleadas como refugio para todos los hombres de Israel, siendo controladas por los Levitas. Tres de estas ciudades estaban situadas a cada lado del río Jordán. Adicionalmente, otras 42 ciudades, con sus respectivos territorios circundantes (haciendo un total de 48 ciudades), fueron dadas a la Tribu de Levi. Números 35
- Jacob elevó a los descendientes de Efraín y Manasés (los dos hijos de José y su esposa egipcia Asenat) Génesis 41:50 al estatus de tribus completas por derecho propio, reemplazando a la Tribu de José. Génesis 48:5 Cada una recibió su propia tierra y tuvo su propio campamento durante los 40 años vagando en el desierto.

Así, las dos divisiones de las tribus son:
| División Tradicional: 1. Rubén 2. Simeón 3. Leví 4. Judá 5. Dan 6. Neftalí 7. Gad 8. Aser 9. Isacar 10. Zabulón 11. José 12. Benjamín | División según el repartimiento de tierra en Israel: 1. Rubén 2. Simeón 3. Judá 4. Dan 5. Neftalí 6. Gad 7. Aser 8. Isacar 9. Zabulón 10. Efraín (hijo de José) 11. Manasés (hijo de José) 12. Benjamín - Leví (sin tierra dada, excepto por un número de ciudades localizadas en medio de los territorios de las otras tribus) |

De acuerdo con la Biblia, el Reino de Israel (o Reino del Norte) fue uno de los dos estados sucesores de la antigua Monarquía Unida (que también era conocido como Reino de Israel), siendo fundado alrededor del año 930 a. C., después que las Tribus de Israel del norte rechazaron al hijo de Salomón, Roboam, como su rey. Nueve tribus establecidas formaron el Reino del Norte: las tribus de Rubén, Isacar, Zabulón, Dan, Neftalí, Gad, Aser, Efraín y Manasés. Además, algunos miembros de la Tribu de Levi, que no tenían tierras, quedaron englobados en el Reino del Norte. Las Tribus de Judá y Benjamín se mantuvieron leales a Roboam y formaron el Reino de Judá (O Reino del Sur). Miembros de Levi y algunos cuantos de Simeón, también fueron englobados en el Reino del Sur. 
Según 2 Crónicas 15:9, miembros de las Tribus de Efraín, Manasés y Simeón "huyeron" a Judá durante el reinado de Asa de Judá (911 a. C.-870 a. C.). Si estos grupos fueron absorbidos por la población o se mantuvieron como grupos distintos o si regresaron a sus tierras tribales no es indicado. 
En el año 732 a. C., el rey asirio, Tiglath-Pileser III, saqueó Damasco e Israel, anexando Aram y el territorio de las tribus de Rubén, Gad y Manasés en Galaad, incluyendo los puestos de avanzada en el desierto de Jetur, Naphish y Nodab. La gente de estas tribus, incluyendo el líder de Rubén, fueron tomados cautivos y se establecieron en la región del Río Jabur, en Asiria/Mesopotamia. Tiglath-Pileser también capturó el territorio de Neftalí y la ciudad de Janoah en Efraín, poniendo un gobernador asirio sobre la región de Neftalí. La población de Aram y la parte anexada de Israel fue deportada a Asiria. 
Israel continuó existiendo con el territorio reducido como un reino independiente, subyugado por Asiria hasta alrededor de los años 725-720 a. C., cuando fue invadido de nuevo por Asiria y el resto de la población fue deportada. La Biblia relata que la población de Israel fue exiliada, dejando solo la tribu de Judá, Simón (que fue "absorbida" por Judá), Benjamín y la gente de la Tribu de Levi, que vivían entre las otras tribus israelitas en el Reino del Sur, Judá. Sin embargo, Israel Finkelstein estima que solo un quinto de la población (alrededor de 40,000 personas) fueron reubicadas fuera del área durante  dos periodos de deportaciones bajo el reinado de Tiglath-Pileser III, Salmanasar V y Sargón II. Muchos también huyeron hacia el sur, a Jerusalén, que aparentemente incrementó su tamaño cinco veces durante este periodo, requiriendo que una nueva muralla fuera construida y una nueva fuente de agua fueran proveídas por el rey Ezequías. 
La Biblia Hebrea no utiliza la frase "diez tribus perdidas", lo que hace cuestionar a algunos el número de tribus implicadas. 1.º de Reyes 11:31 solo afirma que el reino fue tomado de Salomón y diez tribus dadas a Jeroboam: 

y dijo a Jeroboam: Toma para ti diez pedazos; porque así dice el Señor, Dios de Israel: “He aquí, arrancaré el reino de la mano de Salomón y a ti te daré diez tribus
1 Reyes 11:31

pero quitaré el reino de mano de su hijo y te lo daré a ti, es decir, las diez tribus.
1 Reyes 11:35

### Textos apócrifos bíblicos
Zvi Ben-Dor Benite afirma:

Siglos después de su desaparición, las diez tribus perdidas mandaron una indirecta pero vital señal...en 2º Esdras, leemos sobre las diez tribus y su "largo viaje por esa región, que es llamada Arzareth"...El libro "Visión de Ezra", o Esdras, fue escrito en Hebreo o Arameo por un Judío palestino en algún momento antes del fin del siglo I d.C., poco tiempo después de la destrucción del templo por los romanos. Es uno de un grupo de textos que fueron designados después como Apócrifos o libros pseudoepígrafos anexados, pero no incluidos, en el canon bíblico Hebreo

### Nuevo Testamento
Existe cierta evidencia de una identificación continua en siglos posteriores de individuos israelitas de la Tribus Perdidas. Por ejemplo, Lucas 2:36 del Nuevo Testamento, un individuo es identificado dentro de la Tribu de Aser.

## Creencias religiosas
En Ezequiel 37:16-17, se le es dicho al profeta 

16 Y tú, hijo de hombre, toma una vara y escribe en ella: "Para Judá y para los hijos de Israel, sus compañeros." Toma luego otra vara y escribe en ella: "Para José, vara de Efraín, y para toda la casa de Israel, sus compañeros." 17 Júntalas la una con la otra en una sola vara para que sean una sola en tu mano.
1 Reyes 11:35

### Judaísmo
Hay discusiones en el Talmud en cuanto a si las diez tribus perdidas finalmente se reunirán con la tribu de Judá, es decir, con el pueblo judío.
En la Mishná, en el tratado del Sanedrín, se muestra una disputa entre los rabinos al respecto de si las 10 tribus regresarían o no del exilio para reunirse con el resto del pueblo judío. El rabino Akiva afirmó: "Lo que hoy se va y no regresa, también se van y no regresan", estando del lado de que no estarían destinados a regresar porque tal exilio era un castigo por sus pecados, incapaces de regresar y redimirse, apelando a lo que se dice en el Libro de Deuteronomio 29:27: "Yahveh los ha arrancado de su suelo con ira, furor y gran indignación, y los ha arrojado a otro país donde hoy están". Mientras que otros prefirieron seguir la profecía de Ezequiel, que dice: ""Haré de ellos una sola nación en esta tierra, en los montes de Israel, y un solo rey será el rey de todos ellos; no volverán a formar dos naciones, ni volverán a estar divididos en dos reinos." (Ezequiel 37:22), interpretando que Akiva no quiso enseñar que nunca regresarían los miembros de las diez tribus, sino que solo los miembros de la misma generación (quienes pecaron y enojaron a Dios) serían los que no regresarían, pero que sus hijos y los hijos de sus hijos si podrían regresar del exilio al ser inocentes de los pecados de los padres.

### Cristianismo
El aumento en el recuento de historias relacionadas con las tribus perdidas que ocurrió en el siglo XVII se debió a la confluencia de varios factores. De acuerdo a Parfitt:

...como muestra Michael Pollack, el argumento de Menassah fue basado en "tres separadas y presuntamente inconexas fuentes: un verso del libro de Isaías, el descubrimiento de Matteo Ricci de una antigua comunidad Judía en el corazón de China y el encuentro reportado por Antonio Montesinos con miembros de las Tribus Perdidas en Sudamérica.

En 1605, el misionero jesuita Matteo Ricci descubrió una pequeña comunidad de aproximadamente diez a doce familias de judíos chinos en Kaifeng, China, los Judíos de Kaifeng. De acuerdo con escritos históricos, una comunidad judía en Kaifeng construyó una sinagoga en 1163 durante la Dinastía Song del Sur, que existió hasta finales del siglo XIX. 
El viajero portugués y judeoconverso de origen sefardí Antonio de Montezinos regresó a Europa con recuentos de que algunas de las Tribus Perdidas estarían viviendo como nativos americanos en los Andes en Sudamérica. Menasseh ben Israel, un notorio rabino e impresor de Ámsterdam, estaba emocionado por estas noticias. Él creía que una era mesiánica se aproximaba y que tener gente judía situada alrededor del mundo era necesario para ello. En 1649 Menassah publicó su libro "La esperanza de Israel", en español y latín en Ámsterdam; incluía los relatos de Montezinos de las Tribus Perdidas en el Nuevo Mundo. En él, Menasseh argumentaba y apoyaba la teoría de que los habitantes nativos de América en el momento de la Era del Descubrimiento Europeo eran, de hecho, descendientes de las Diez Tribus Perdidas de Israel.
El 23 de diciembre de 1649, escribió: 

...pienso que las Diez Tribus vivieron no solo ahí...sino también en otras tierras esparcidas en cualquier lugar; estos nunca regresaron al Segundo Templo y mantienen hasta hoy la religión Judía

Textos apócrifos acerca de las Tribus Perdidas, basados a distintos niveles en los textos bíblicos, han sido producidos por judíos y cristianos desde, al menos, el siglo XVII. Una leyenda askenazí habla de "Die Roite Yiddelech" (Los Pequeños Judíos Rojos), que fueron separados del resto del pueblo Judío por el legendario Río Sambación, "cuyas aguas espumosas se levantaban alto hacia el cielo, un muro de fuego y humo que es imposible de penetrar".
Los historiadores generalmente concluyen que los grupos conocidos como Tribus Perdidas se mezclaron con la población general. Por ejemplo, la Nueva Enciclopedia Estándar Judía declara que: 

Como hecho histórico, algunos miembros de las Diez Tribus permanecieron en Palestina, donde separados de los Samaritanos, algunos de sus descendientes preservaron por largo tiempo su identidad dentro de la población Judía, otros fueron asimilados, mientras que otros fueron presuntamente absorbidos por los últimos exiliados de Judá que en 597-586 a.C. fueron deportados a Asiria...A diferencia de los habitantes del Reino de Judá del Sur, que sobrevivieron un destino similar 135 años después, fueron asimilados...

Declarando su convicción que "las Tribus Perdidas fueron de hecho nada más que un mito", Parfitt escribe que: 

La creencia continua en las Tribus Perdidas no disminuye... El presente escritor no cree que las Diez Tribus aún serán descubiertas y acepta su desaparición como un hecho histórico que no requiere de prueba alguna.

## Etnología y antropología
Exploración profunda y estudios de grupos alrededor del mundo a través de la arqueología y el nuevo campo de la antropología a finales del siglo XIX condujeron a una resurrección en los recuentos de las Tribus Perdidas. Por ejemplo, debido a que los hallazgos arqueológicos de la compleja cultura y cosmovisión de la civilización del Río Misisipi parecían mucho más avanzados que las habilidades tradicionales de las culturas nativas americanas conocidas para los europeos al momento de su descubrimiento, se teorizó que esta antiguas civilizaciones, involucradas en la construcción de montículos, estaban ligadas a las Tribus Perdidas. Intentaron relacionar la nueva información con las construcciones bíblicas. Sin embargo, los terraplenes hechos en Norteamérica han sido ligados a varios grupos nativos y la mayoría de los arqueólogos modernos consideran que la teoría de un origen no nativo es pseudociencia e, incluso, racista.

## Grupos que afirman descender de las Tribus Perdidas

### Bene-Israel
Después de aprender sobre el judaísmo normativo en el siglo XIX, los Bene-Israel a menudo migraron desde la villa de Konkani a ciudades cercanas, que incluían Bombay, Pune, Ahmedabad y Karachi, en el actual Pakistán. Según la tradición Bene-Israel, después de siglos de viajar a través de Oriente Medio desde Israel, sus ancestros llegaron a la India y lentamente se asimilaron a la comunidad de su alrededor, pero manteniendo particulares tradiciones judías. David Rahabi, un judío indio, encontró a los Bene-Israel en el siglo XVIII y tomó nota de sus costumbres judías. Algunos historiadores creen que los ancestros de los Bene-Israel pertenecían a una de las Tribus Perdidas de Israel; sin embargo, autoridades judías no han reconocido oficialmente a los Bene-Israel como una de las Tribus Perdidas. Según Jerusalem Post, en 2002, un estudio de ADN ligó a los descendientes de Bene-Israel a los Cohanim (Tribu de Levi).

### Bnei Menashe
Desde finales del siglo XX, algunas tribus en los estados de Mizoram y Manipur, en India, afirman que son los israelitas perdidos y han estado estudiando hebreo y el Judaísmo.

### Beta Israel de Etiopía
Los Beta Israel ("Casa de Israel") son judíos etíopes, también llamados "Falashas" en el pasado. Algunos miembros de Beta Israel, así como varios escolares judíos, creen que descienden de la Tribu de Dan, lo que se opone a la historia tradicional etíope de que descienden de la Reina de Saba. Tienen una tradición de conexión a Jerusalén. Estudios tempranos de ADN muestran que descienden de etíopes puros, pero en el siglo XXI, nuevos estudios han demostrado alguna posible conexión con algunos inmigrantes judíos de los siglos IV y V, posiblemente viviendo en Sudán. Los Beta-Israel iniciaron contacto con las otras comunidades judías a finales del siglo XX. Después del Halajá y discusiones constitucionales, oficiales israelíes decidieron, el 14 de marzo de 1977, que la Ley del Retorno aplicaba para los Beta Israel también.

### Judíos Igbo
Los judíos Igbo de Nigeria reclaman ser descendientes de las Tribus de Efraín, Neftalí, Manasés, Levi, Zabulón y la Tribu de Gad. 
La teoría, sin embargo, no resiste al escrutinio histórico. Historiadores han examinado la literatura histórica en el África del Oeste de la época colonial y han descubierto que tales teorías se las brindaron los escritores occidentales que se las propusieron.

### Pashtun de Afganistán y Pakistán
Los Pashtun son predominantemente musulmanes, nativos de Afganistán y Pakistán, que conservan códigos de honor y costumbres religiosas indígenas preislámicos, Pashtunwali. El mito del origen Pashtun en las Tribus Perdidas de Israel nunca han sido concretadas a través de pruebas históricas concretas. Estudios genéticos refutan el mito también. Muchos miembros del gremio Talibán de tribus Pashtun no necesariamente refutan su ascendencia Israelita.
Un número importante de estudios genéticos refutan la posibilidad de una conexión, mientras otros la defienden.
En el año 2010, "The Guardian" reportó que Israel iba a financiar un estudio genético para probar la veracidad de una conexión genética con las Tribus Perdidas de Israel. El artículo afirmó: "Evidencia histórica y anecdótica sugiere fuertemente una conexión, pero prueba científica definitiva nunca ha sido encontrada. Algunos líderes antropológicos israelíes creen que, de todos los grupos que afirman una conexión con las Diez Tribus, los Pashtun, tienen el caso más convincente".

## Especulación con respecto a otros grupos étnicos

### Teorías Escitas/Cimerias

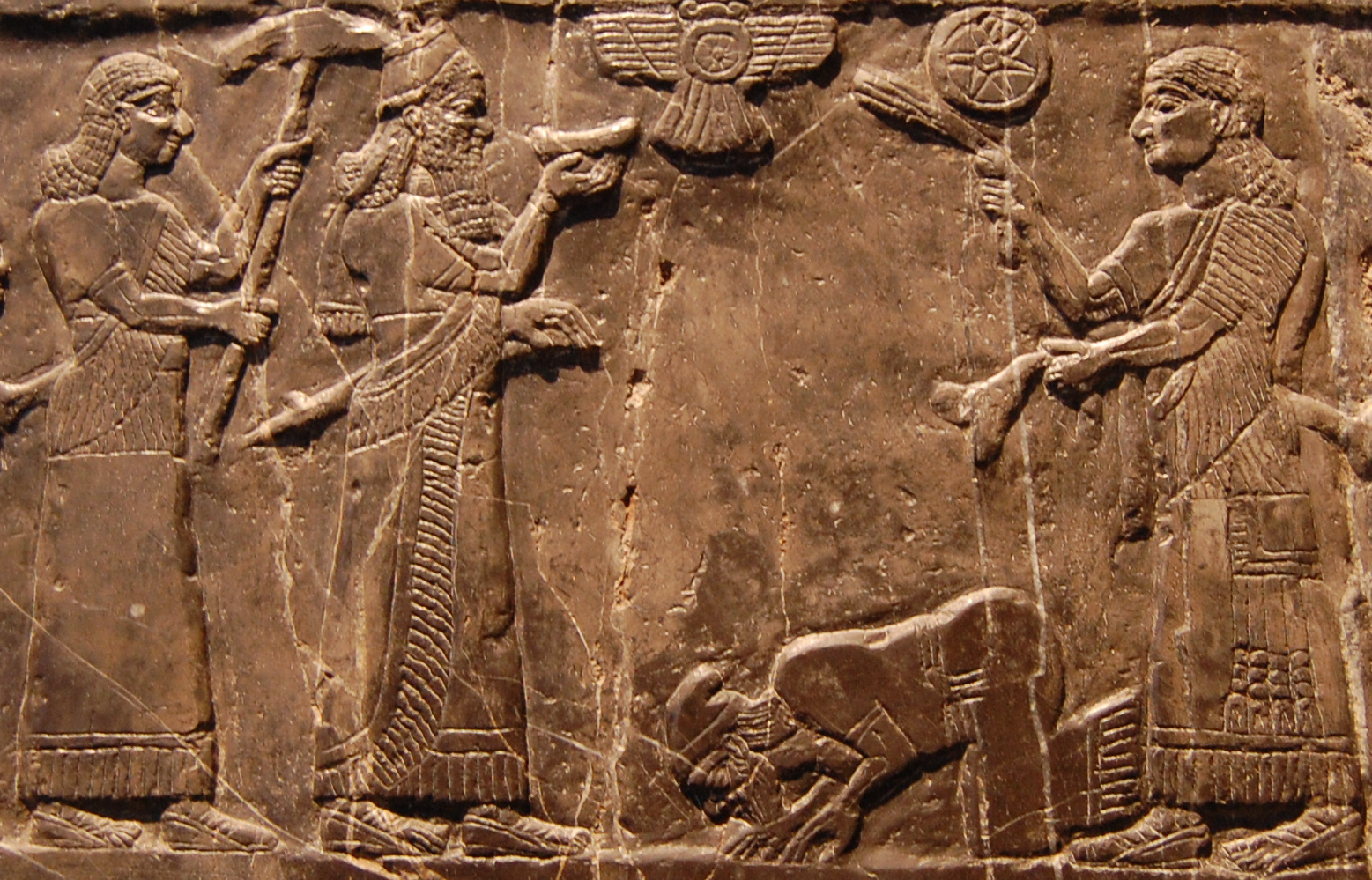
Representación del Rey Jehu, su embajador, arrodillándose a los pies de Salmanasar III en el Obelisco Negro.

Muchas teorías afirman que los escitas o cimerios eran en parte o totalmente descendientes de las Tribus Perdidas de Israel. Se basan primordialmente en la creencia de que el Reino del Norte de Israel, que había sido deportado por los asirios, se dio a conocer en la historia como escitas o cimerios. Existen varios puntos de vista con respecto a quiénes son sus descendientes modernos. La Inscripción de Behistún es citada como una conexión entre los israelitas deportados, los Cimerios y los Escitas. 
George Rawlinson, un estudioso del siglo XIX, escribió:

Tenemos fuentes razonables respecto a los Gimirri, o Cimerios, que aparecieron por primera vez en los confines de Asiria y los medos en el siglo VII a.C., y la inscripción de la roca de Behistún, cerca de dos siglos después, como idénticos con los Beth-Khumree de Samaria, o las Diez Tribus de la Casa de Israel.

Críticos de esta teoría argumentan que las costumbres de los Escitas y Cimerios difieren de aquellas de los Antiguos Israelitas. Además, mayores investigaciones de historia de poblaciones antiguas no proveen de soporte suficiente para los enlaces propuestos entre estas antiguas poblaciones.

### Nativos Americanos
En 1650, un adivino británico llamado Thomas Thorowgood, quien era predicador en Norfolk, publicó un libro llamado "Judíos en América o probabilidades de que los Americanos son de esa raza", que había preparado para la sociedad misionera de Nueva Inglaterra. Tudor Parfitt escribe: 

La sociedad estaba activa en intentar convertir a los indios, pero sospecharon que podrían ser judíos y se percataron que deberían estar preparados para una ardua tarea. La investigación de Thorowgood argumenta que las población de Norteamérica era descendiente de las Diez Tribus Perdidas.

En 1652 el autor inglés Sir Hamon L'Estrange, interesado en la historia y teología, publicó un ensayo exegético llamado "Americanos no Judíos, o improbabilidades de que los Americanos sean de esa raza" en respuesta al ensayo de Thorowgood. En respuesta a L'Estrange, Thorowgood publicó una segunda edición de su libro con un título revisado e incluyó un prólogo escrito por John Eliot, un misionero puritano entre los indios que había traducido la Biblia a sus idiomas.
En 1830, en Palmyra, Nueva York, EE. UU., se publicó por primera vez El Libro de Mormón. José Smith afirmó que el libro es una traducción de un registro antiguo descendiente del pueblo de Israel que emigró al continente americano alrededor del año 600 antes de Cristo. 

Por tanto, es un compendio... escrito a los lamanitas, quienes son un resto de la casa de Israel. Contiene también un compendio tomado del Libro de Éter, el cual es una relación del pueblo de Jared, que fue esparcido en la ocasión en que el Señor confundió el lenguaje de los del pueblo, cuando estaban edificando una torre para llegar al cielo.

### Japoneses
Algunos escritores han especulado que el pueblo japonés es descendiente directo de parte de las Diez Tribus Perdidas. Tudor Parfitt escribe que "la propagación de la fantasía sobre el origen israelí...forma una característica consistente de la compañía colonial de Occidente":

De hecho, es en Japón donde podemos trazar la evolución más notable en el Pacífico de un pasado judaico imaginado. Como en otras partes del mundo, la teoría de que los aspectos del país debían ser explicados a través de un modelo israelita fue introducido por agentes occidentales.

En 1878, Nicholas McLeod, un inmigrante escocés en Japón, publicó "Epítome de Historia Antigua de Japón". McLeod dibujó correlaciones entre sus observaciones de Japón y el cumplimiento de profecías bíblicas:

La raza civilizada de los Ainu, los Tokugawa y los Machi No Hito de grandes pueblos, habitando tiendas o tabernáculos primeramente construidas en Jin Mu Tenno, han cumplido la profecia de Noé con respecto a Jafet, "Él debe habitar en las tiendas de Shem".(McLeod, 1878. p. 7)

Muchos otros autores siguieron a McLeod en especular sobre rituales paralelos entre Japoneses e Israelitas, cultura e idioma, en un intento por sustentar la hipótesis. Arimasa Kubo, un ministro cristiano, tradujo el libro de McLeod al japonés y publicó un número importante de trabajos sobre el tema. En su artículo "El misterio de las Diez Tribus Perdidas: Japón", comenta que muchas costumbres y ceremonias tradicionales en Japón son muy similares a aquellas del antiguo Israel. Postulaba que, quizá, estos rituales vinieran de los judíos a través de miembros de las Diez Tribus Perdidas de Israel, que pudieron haber llegado al antiguo Japón.
Jon Entine enfatiza que la evidencia del ADN muestra que no hay ninguna relación genética entre los japoneses y los israelitas.

### Lemba
Los lemba (Vhalemba) de la parte sur de África, afirman ser descendientes de muchos hombres judíos que viajaron desde el actual Yemen a África en busca de oro, donde tomaron esposas y establecieron nuevas comunidades. Investigaciones recientes publicadas en "South African Medical Journal" estudiaron variaciones en los cromosomas Y de dos grupos de Lemba, uno sudafricano y otro zimbabwense (los Remba). Concluyó que "Si bien no fue posible trazar inequívocamente el origen del cromosoma Y no africano en los Lemba y Remba, el estudio no sustenta las afirmaciones tempranas sobre su herencia judía." El investigador sugirió "un enlace más fuerte con poblaciones del Medio Oriente, probablemente el resultado del comercio en el Océano Índico." Tienen tradiciones religiosas específicas similares a aquellas en el Judaísmo y una tradición de ser gente migrante, con pistas que apuntan a un origen en Asia Occidental o África del Norte. De acuerdo con la tradición oral de los Lemba, sus ancestros fueron judíos que vivieron de un lugar llamado Sena hace muchos años y que se asentaron en África del Este. Sena es un pueblo abandonado en Yemen, localizado en la zona este del Valle Hadramaut, donde la historia indica que fue habitado por judíos en pasados siglos. Algunas investigaciones sugieren que "Sena" podría referirse a Wadi Masilah, en Yemen, comúnmente llamado Sena, o alternativamente a la ciudad de Saná, también localizada en Yemen.

### Otras variantes
Otras organizaciones enseñan otras variantes de la teoría, incluyendo la afirmación de que los Escitas/Cimerios representan en parte o completamente a las Diez Tribus Perdidas. Una de estas teorías postula que los Israelitas perdidos puedes ser definidos por el ADN-Y, que constituye la mayoría de la composición genética de Europa y Rusia, que en conjunción con el Israelismo Británico y Brit-Am, creen que los Israelitas cruzaron el Bosforo desde la actual Turquía, de donde caminaron hasta Odesa en el Mar Negro. De ahí, en años posteriores, viajaron a Europa Occidental hacia Francia y a las islas británicas, incluyendo Irlanda.
Teoría del Cristianismo como descendientes de las 10 Tribus perdidas de la Casa de Efraim.
Muchos estudiosos consideran que las 10 Tribus perdidas de Israel, a lo largo de los siglos de su diáspora pudieron retener algo de su memoria, identificándose a sí mismos como israelitas en los diferentes países a donde fueron exiliados y que finalmente se asimilaron, casándose con las poblaciones locales, abandonando con el tiempo su fe hebrea (Oseas 8:8, Amós 9:8-9). En el nuevo testamento Jesús de Natzaret indica que una de sus principales prioridades es el rescate de las ovejas perdidas de la casa de Israel (posiblemente haciendo alusión a los asimilados de la 10 tribus perdidas de Israel o Reino de Efraim) (Mateo 15:24), por lo que era necesario alcanzar primero a estos antes que a los pueblos gentiles. Al parecer el apóstol Pablo, seguidor de Jesús, asoció esta declaración de su maestro con los gentiles que entraron más adelante al movimiento judeo-nazareno, en la carta a los efesios escribe: Porque él es nuestra paz, que de ambos pueblos hizo uno; una profecía conectada directamente a lo profetizado por Ezequiel en el capítulo 37 de su libro, en alusión a Efraim/Israel (Las 10 tribus) y Judá: 21 y les dirás: Así ha dicho  el Eterno: He aquí, yo tomo a los hijos de Israel de entre las naciones a las cuales fueron, y los recogeré de todas partes, y los traeré a su tierra; y los haré una nación en la tierra, en los montes de Israel, y un rey será a todos ellos por rey; y nunca más serán dos naciones, ni nunca más serán divididos en dos reinos.
Pablo, como rabino judío, sabía acerca de la profecía dicha por Dios a Jacob, de que una nación, identificada de acuerdo a este planteamiento con la nación judía actual (descendientes de la Tribu de Judah, Benjamin y los Levitas) y una multitud de pueblos (identificados como las 10 Tribus de Israel dispersas entre las naciones) volverían a ser un solo Israel y nunca más dos naciones separadas. Consciente de esto Pablo llevaría su mensaje a los gentiles, con el objetivo de incorporarles a la fe judía (renovada a través de Jesús), a la Torá y al pacto a los descendientes de los judíos, que vivían entre los gentiles (pueblos no israelitas), como gentiles (como si ellos mismos se consideraran gentiles y con todas las prácticas gentiles, como la adoración a ídolos, comidas impuras y no observar el sábado), pero que dentro de si sabían o sentían que algo no los vinculaba con el entorno o la nación en donde vivían.

## La búsqueda
La búsqueda por las Diez Tribus Perdidas no ha disminuido hasta el presente. En años recientes, grupos en países africanos, como Ghana, Camerún, Ruanda y otros países han reclamado ser parte de las Tribus Perdidas; también tribus en Papúa Nueva Guinea y Birmania han hecho reclamaciones similares. Algunos de estos grupos, como los Bnei Menashe de la India, han intentado (y han tenido éxito) en alinearse con los judíos en Israel.

### Documentales
- Jacobovici, Simcha, Quest for the Lost Tribes, 2003.